# Chamaeleo laevigatus
Espèce
Synonymes
- Chamaeleon laevigatus Gray, 1863
- Chamaeleon sphaeropholis Reichenow, 1887

Statut de conservation UICN

 LC  : Préoccupation mineure
Statut CITES
Chamaeleo laevigatus est une espèce de sauriens de la famille des Chamaeleonidae.

## Répartition
Cette espèce se rencontre au Soudan, au Soudan du Sud, en Érythrée, en Éthiopie, en Ouganda, au Kenya, en Tanzanie, au Burundi, au Rwanda, au Congo-Kinshasa et en Zambie.
Sa présence au Cameroun et en Centrafrique est contestée.

## Publication originale
- Gray, 1863 : Notice on a new species of Chamaeleon sent from Khartoum by Mr. Consul Patherick. Proceedings of the Zoological Society of London, vol. 1863, p. 94-95 (texte intégral).